# Nicola Cassio
Nicola Cassio (ur. 9 lipca 1985 w Trieście) – włoski pływak, specjalizujący się głównie w stylu dowolnym.
Złoty i brązowy medalista mistrzostw świata na krótkim basenie w sztafecie 4 x 200 m stylem dowolnym. Dwukrotny mistrz Europy w tej samej sztafecie. 4-krotny medalista Uniwersjad.
Olimpijczyk z Pekinu (4. miejsce w sztafecie 4 x 200 m stylem dowolnym).